# 類脈類
類脈類（Amphiesmenoptera）是由维利·亨尼希所建立的，其下有毛翅目和鱗翅目兩個目。2017年，第三個化石目飄翅目被加入該組。
毛翅目和鱗翅目有許多的共同衍徵，這證明了牠們有著相同的祖先：
- 雄性有一條性染色體，雌性有兩條；
- 翅膀上有濃密的棘毛（在鱗翅目裡演化為鱗）；
- 前翅有獨特的翅脈圖案（雙環臀脈）；
- 幼蟲的嘴巴構造和唾腺可以生成和控制絲[2]。

因此，這兩個目被歸在類脈類。類脈類可能是在三叠纪時由已滅絕的Necrotauliidae科演化出來的。鱗翅目和毛翅目有些許不同的特徵，包括翅脈、翅膀上的鱗粉、沒有尾鬚、沒有單眼，以及腳部上的變化。